# Magnus Wassén
Pour les articles homonymes, voir Wassén.
Magnus Wassén est un skipper suédois né le 1er septembre 1920 à Partille et mort le 23 juin 2014 à Göteborg.

## Carrière
Magnus Wassén obtient une médaille de bronze olympique dans la catégorie des 5.5 Metre lors des Jeux olympiques d'été de 1952 à Helsinki.